# Czarny Kamień (skała)

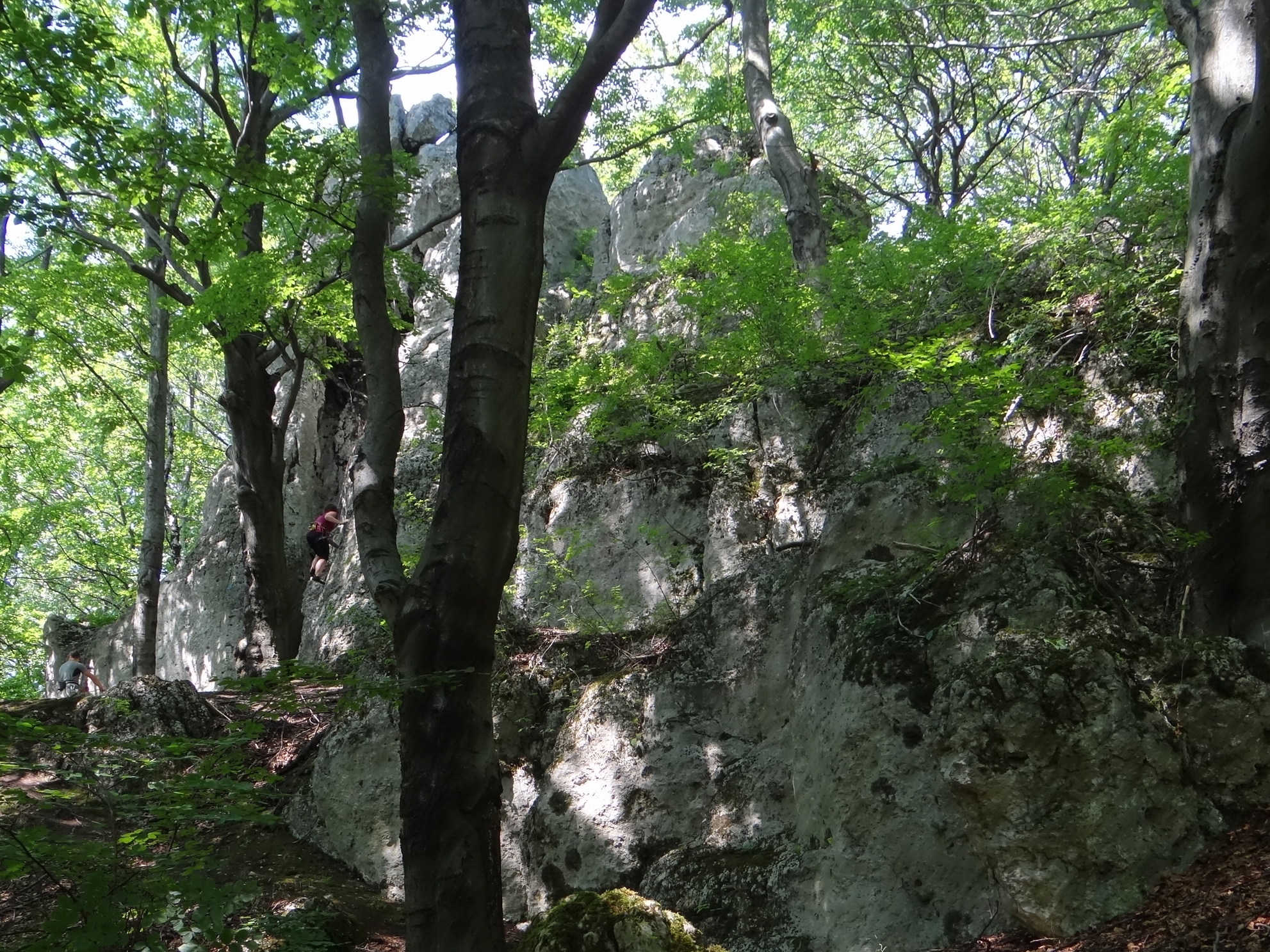
Wspinaczka na Czarnym Kamieniu

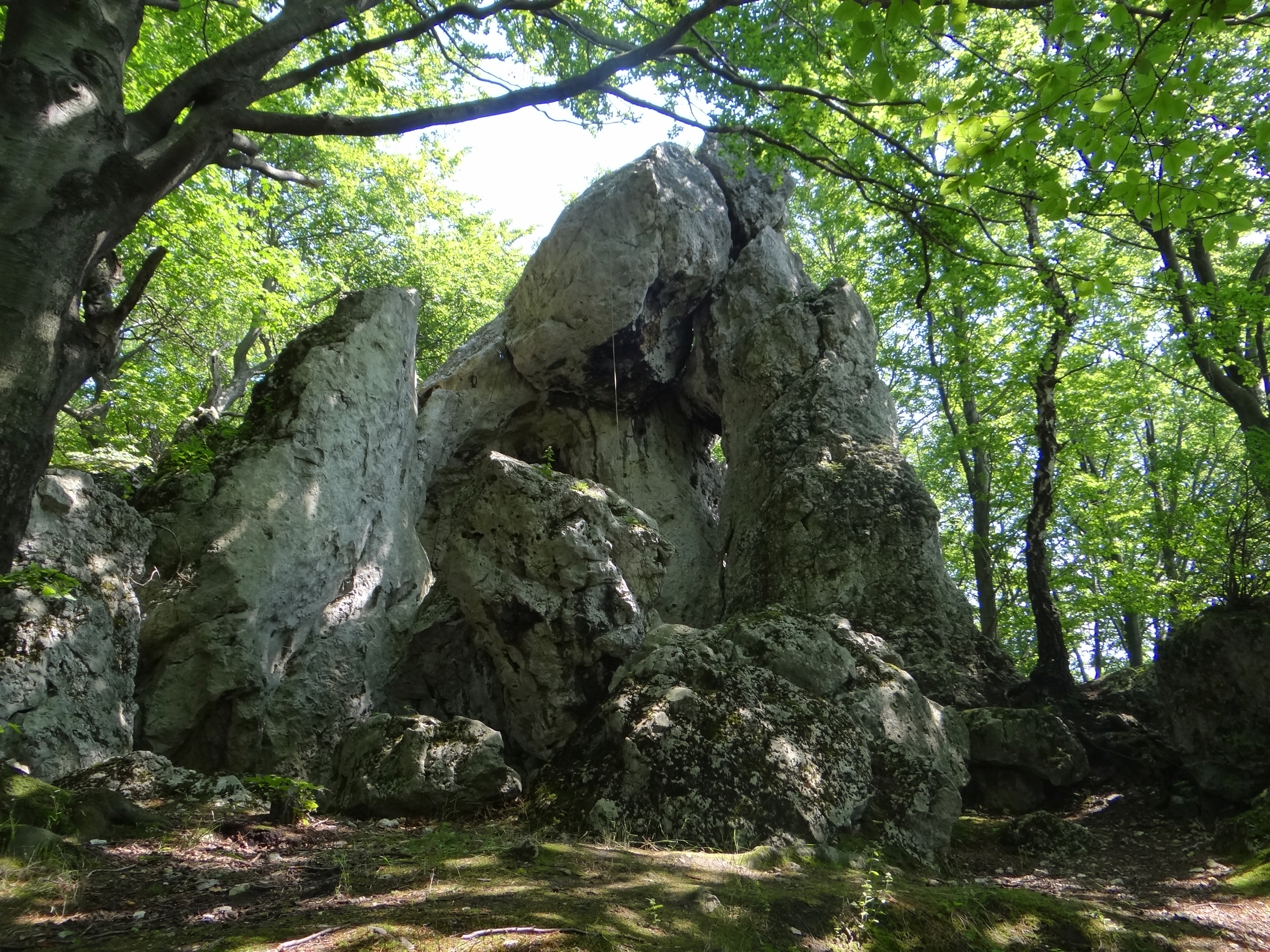
Czarny Kamień

Czarny Kamień – skała koło miejscowości Łutowiec w województwie śląskim, w powiecie myszkowskim, w gminie Niegowa. Pod względem geograficznym znajduje się na Wyżynie Mirowsko-Olsztyńskiej w obrębie Jury Krakowsko-Częstochowskiej. 
Skała znajduje się w lesie, w odległości około 120 m na północ od drogi wojewódzkiej nr 789. Zbudowana jest z wapienia, ma wysokość kilkunastu metrów i charakterystyczne okno skalne. Jest obiektem wspinaczki skalnej. 

## Drogi wspinaczkowe
Była tylko jedna droga wspinaczkowa. W 2017 r. wspinacze poprowadzili na niej kilka nowych dróg wspinaczkowych o trudności od IV– do VI.1 w skali Kurtyki, jest też kilka projektów. Drogi mają zamontowane stałe punkty asekuracyjne: ringi (r) i stanowisko zjazdowe (st).
1. Sadłomasochizm; VI.1, 4r + st
2. Projekt;
3. Projekt;
4. Projekt;
5. Turlaj dropsa projekt; 1r + st
6. Ciepły listopad;  V, 4r + st
7. Rusz dupę, gruba; IV+, 5r + st (kruszyzna!)
8. Połogi filarek; IV, 4r + st
9. Małe jest piękne; VI, 1r
10. Małe wyzwanie; VI+/1, 1r[4].

W otoczeniu Czarnego Kamienia znajduje się jeszcze kilka mniejszych skał, przynajmniej jedna z nich również nadaje się do wspinaczki.